# Ugarític
L'ugarític és una llengua semítica de la branca nord-occidental avui dia extinta que es parlava a Ugarit, Síria, des del 2000 aC. Es coneix gràcies a la gran quantitat de restes trobades el 1928, amb tauletes amb signes cuneïformes que formaven un alfabet propi. A banda de documents comercials i històrics, s'han trobat restes literàries de gran valor. Ugarit va ser una ciutat estat multilingüe que va conquerir molts territoris veïns.
L'ugarític té unes característiques gramaticals molt similars a les de l'àrab antic i l'accadi. És una llengua flexiva i és de tipologia VSO. Els substantius tenen gènere (masculí i femení), nombre (singular, dual i plural) i es declinen en tres casos diferents (nominatiu, acusatiu i genitiu).

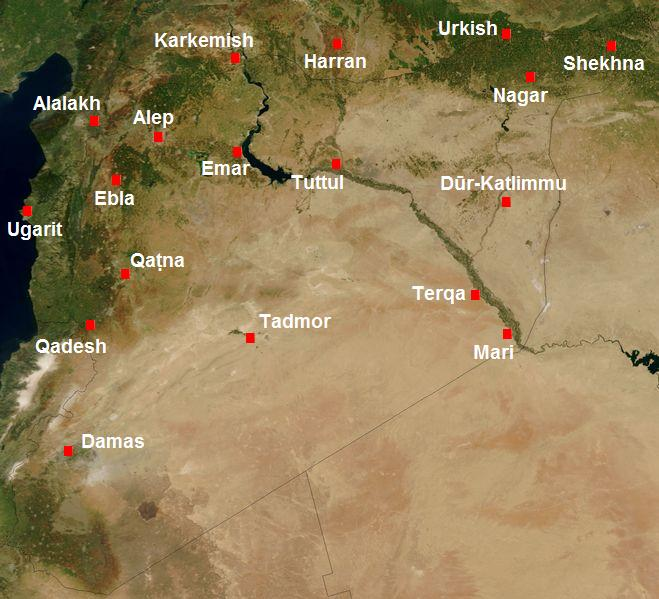
Mapa de Síria en el segon mil·lenni AEC

## Sistema ugarític d'escriptura

Abjad ugarític amb transcripció

L'alfabet ugarític és un abjad cuneïforme extingit que va començar a ser utilitzat vers el s. XV ab. EC i que representa l'exemple més antic dels sistemes d'escriptura alfabètica de les llengües semítiques nord-occidentals (fenici, arameu, hebreu).
Accidentalment, també d'altres llengües que l'ugarític s'escrigueren a la regió d'Ugarit en aquest alfabet, com va ser el cas de l'hurrita.

## Esbós gramatical de la llengua ugarítica

### Fonologia

#### Sistema vocàlic
El vocalisme ugarític consta de vuit fonemes /i ī ē a ā ō u ū/, amb una oposició primària de tres timbres /i a u/ amb els seus correlats llargs /ī ā ū/ i amb dues vocals llargues secundàries asimètriques /ē ō/ diacrònicament provinents de la monoftongació dels diftongs /aj/ i /aw/ respectivament.

#### Sistema consonàntic
El consonantisme ugarític presenta divuit unitats fonèmatiques:
|             |            | Labial | Interdental | Dentoalveolar | Dentoalveolar | Palatal | Velar | Uvular | Faringal | Glotal |
| no emfàtica | emfàtica   | Labial | Interdental |               |               | Palatal | Velar | Uvular | Faringal | Glotal |
| ----------- | ---------- | ------ | ----------- | ------------- | ------------- | ------- | ----- | ------ | -------- | ------ |
| Nasal       | Nasal      | /m/    |             | /n/           |               |         |       |        |          |        |
| Oclusiva    | sorda      | /p/    |             | /t/           | /tˤ/          |         | /k/   | /q/    |          | /ʔ/    |
| Oclusiva    | sonora     | /b/    |             | /d/           |               |         | /g/   |        |          |        |
| Fricativa   | sonora     |        | /θ/         | /s/           | /sˤ/          | /ʃ/     | /x/   | /x/    | /ħ/      | /h/    |
| Fricativa   | sonora     |        | /ð/         | /z/           | /ðˤ/          | /ʒ/     | /ɣ    | /ɣ     | /ʕ/      |        |
| Bategant    | Bategant   |        |             | /r/           |               |         |       |        |          |        |
| Aproximant  | Aproximant |        |             | /l/           |               | /j/     | /w/   |        |          |        |

- La fricativa palatal sonora [ʒ] es produí tardanament com a variant al·lofònica de la fricativa interdental sonora /ð/.
- La fricativa velar sonora [ɣ] es produí tardanament com a variant al·lofònica de la interdental emfàtica sonora /ðˤ/.

### Morfologia nominal
Com la resta de llengües semítiques, la morfologia nominal ugarítica presenta quatre categories: gènere, estat, cas i nombre.
Comparativament, degut a la seva prioritat cronològica, l'ugarític es mostra morfològicament conservador dins el conjunt del semític nord-occidental: els noms, tant substantius com adjectius, conserven la flexió triptota, perduda per l'arameu i per les llengües cananees (casos nominatiu, acusatiu i genitiu) i mantenen també el nombre dual, si bé tampoc ací no hi rastre de cap equivalent a la nunació de l'àrab o a la mimació de l'accadi.

#### Gènere
En la dicotomia masculí / femení, el masculí és el terme no marcat (morfològicament i sintàctica). Llevat d'escasses excepcions (com ara ʔummu ‘mare’), el gènere femení s'expressa mitjançant el morfema /-at/: malku ‘rei’ / malkatu ‘reina’.

#### Estat
El nucli del sintagma nominal pot escaure’s en ugarític en dos estats: absolut i constructe, cas aquest en què el substantiu és seguit per un complement genitiu (un substantiu en cas genitiu o bé un pronom enclític).

#### Cas
El sistema triptot heretat del protosemític oposa els casos nominatiu, acusatiu i genitiu, marcats respectivament pels morfemes sufixats /u/, /a/, /i/.
|         | Nominatiu | Acusatiu | Genitiu |
| ------- | --------- | -------- | ------- |
| Masculí | malku     | malka    | malki   |
| Femení  | malkatu   | malkata  | malkati |

#### Nombre
Al singular, no marcat i declinat seguint el model triptot, s'oposen un nombre dual i un plural.

##### Dual
En estat absolut, el morfema de dual representat per l'escriptura ugarítica és /m/, sufix que cau en l'estat constructe. La reconstrucció de la vocalització revela un morfema de dual diptot: nominatiu /āmi/, acusatiu-genitiu /ēmi/ (< */aymi/, per monoftongació, cf. àrab /ayni/), pel que fa a l'estat absolut; nominatiu /ā/ i acusatiu-genitiu /ē/, en estat constructe (< */ay/, cf. àrab /ay/).
|            | Nominatiu | Acusatiu-genitiu |
| ---------- | --------- | ---------------- |
| Absolut    | malkāmi   | malkēmi          |
| Constructe | malkā     | malkē            |

##### Plural
L'ugarític no conserva pas (o no ha desenvolupat, depenent de la hipòtesi que hom adopti) els plurals fractes d'altres llengües semítiques com l'àrab. Tots els plurals són regulars i, mentre que el femení no diferencia morfològicament els estats absolut i constructe (nominatiu -/ātu/, acusatiu-genitiu -/āti/), el masculí presenta caiguda de /m/ en el morfema sufixal del plural (nominatiu absolut -/ūma/, constructe -/ū/; acusatiu-genitiu absolut -/īma/, constructe -/ī/).

### Numerals
Els següents són els numerals documentats en ugarític:
|      | Masculí  | Femení       |
| ---- | -------- | ------------ |
| 1    | ʔaḫadu   | ʔaḫadu       |
| 2    | ṯināmi   | ṯitāmi       |
| 3    | ṯalāṯu   | ṯalāṯatu     |
| 4    | ʔarbaʕu  | ʔarbaʕatu    |
| 5    | ḫam(i)šu | ḫam(i)šatu   |
| 6    | ṯiṯṯu    | ṯiṯṯatu      |
| 7    | šabʕu    | šabʕatu      |
| 8    | ṯamānu   | ṯamānītu     |
| 9    | tišʕu    | tišʕatu      |
| 10   | ʕaš(a)ru | ʕaš(a)r(a)tu |
| 20   | ʕišrūma  | ʕišrūma      |
| 30   | ṯalāṯūma | ṯalāṯūma     |
| 100  | miʔatu   | miʔatu       |
| 1000 | ʔalpu    | ʔalpu        |

- a les formes de nominatiu m. ṯināmi, f. ṯitāmi, corresponen les d'acusatiu-genitiu m. ṯinēmi i f. ṯitēmi (< * ṯinaymi i * ṯitaymi, respectivament).
- les desenes es construeixen seguint el model del plural regular diptot: nominatiu -ūma (ʕišrūma, ṯalāṯūma), acusatiu-genitiu -īma (ʕišrīma, ṯalāṯīma).